# Аквапонија
Аквапонија се односи на било који систем који комбинује конвенционалну аквакултуру (узгој водених животиња као што су пужеви, риба, ракови) са хидропонијом у симбиотском окружењу. Термин аквапонија настао је као сложеница речи аквакултура и хидропонија. У нормалној аквакултури, отпаци који настају узгојем животиња се акумулирају у води и повећавајући токсичност. У аквапоничком систему вода из аквакултурског система се спроводи хидропоничном систему где су нуспроизводи раздвојени нитрификацијом бактерија у почетку у нитрите и затим у нитрате, које биљке користе као храњиве материје, а вода се затим рециркулира назад у систем аквакултуре.
Како постојеће технике хидропонске и аквакултурне производње чине основу за све аквапонске системе, величина, сложеност и врсте хране која се узгаја у систему аквапоније могу се разликовати колико и сваки систем који се налази у било којој посебној пољопривредној дисциплини.